# James Francis Stafford

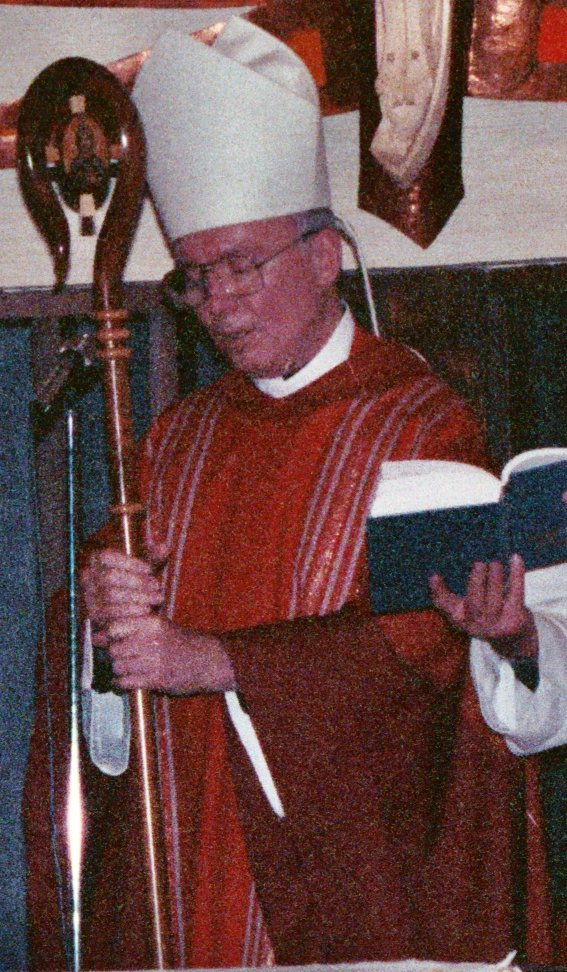
James Francis Stafford in seiner Zeit als Erzbischof von Denver (vor 1996)

Wappen als Kurienkardinal

James Francis Kardinal Stafford (* 26. Juli 1932 in Baltimore, Maryland, USA) ist emeritierter Erzbischof von Denver und emeritierter Kurienkardinal der römisch-katholischen Kirche.

## Leben
James Francis Stafford studierte in Baltimore, Rom und Washington die Fächer Katholische Theologie, Philosophie, Kunstgeschichte und Sozialwissenschaften. Nach dem Empfang der Priesterweihe am 15. Dezember 1957 arbeitete er vier Jahre lang als Gemeindeseelsorger im Erzbistum Baltimore, ehe er in den Jahren 1962 bis 1964 zwecks weiterführender Studien freigestellt wurde. Nach zwei weiteren Jahren in der Gemeindeseelsorge wurde er 1966 Direktor der Katholischen Wohlfahrtsverbände des Erzbistums Baltimore. Er gehörte dem Priesterrat an und erhielt 1970 den Ehrentitel eines Kaplans Seiner Heiligkeit.
Am 11. Januar 1976 ernannte ihn Papst Paul VI. zum Titularbischof von Respecta und zum Weihbischof in Baltimore. Die Bischofsweihe spendete ihm am 29. Februar desselben Jahres Erzbischof William Donald Borders; Mitkonsekratoren waren der emeritierte Erzbischof von Baltimore, Lawrence Kardinal Shehan, und der Weihbischof in Baltimore, Thomas Austin Murphy. Neben seinen bischöflichen Aufgaben leitete er von 1976 bis 1982 als Generalvikar die Administration des Erzbistums Baltimore. Am 17. November 1982 ernannte ihn Papst Johannes Paul II. zum Bischof von Memphis, am 3. Juni 1986 zum Erzbischof von Denver.
Stafford wurde bekannt durch seine Bemühungen um den Weltjugendtag 1993 in Denver. Er erlangte über Nacht Berühmtheit als der Erzbischof, der den ersten Weltjugendtag in den USA erfolgreich organisiert hatte. Papst Johannes Paul II. berief ihn für diese Leistung am 20. August 1996 zum Organisator der Weltjugendtage, dem Präsidenten des Päpstlichen Rates für die Laien. Für dieses Amt legte Stafford das des Erzbischofs nieder.
Im Konsistorium am 21. Februar 1998 wurde James Francis Stafford als Kardinaldiakon mit der Titeldiakonie Gesù Buon Pastore alla Montagnola in das Kardinalskollegium aufgenommen. Vom 4. Oktober 2003 bis zu seinem altersbedingten Rücktritt am 2. Juni 2009 versah er im Vatikan die Aufgabe des Kardinalgroßpönitentiars. Am 11. April 2006 stand Stafford kraft seines Amtes als Kardinalgroßpönitentiar der ersten Bußliturgie in der Geschichte der vatikanischen Karwoche im Petersdom vor und spendete das Sakrament der Versöhnung.
Am 1. März 2008 wurde James Francis Kardinal Stafford zum Kardinalpriester erhoben und optierte auf die Titelkirche San Pietro in Montorio.

## Wirken
Stafford übte zu Beginn der US-Präsidentschaft von Barack Obama scharfe Kritik an ihm: Am 4. November 2008 – dem Wahltag – habe Amerika ein „kulturelles Erdbeben“ erlebt. Obama trete „aggressiv, spaltend und apokalyptisch“ auf, so Stafford in Washington anlässlich eines Vortrags über die Päpste Paul VI. und Johannes Paul II. Die Kampagne Obamas sei gegen den Lebensschutz gerichtet gewesen.
Stafford sagte, die Zukunft unter Obama werde „der Agonie Jesu im Garten Gethsemane gleichen“. Staffords Äußerungen waren die bis dahin schärfsten eines Vatikanvertreters seit den Präsidentenwahlen vom 4. November 2008. Papst Benedikt XVI. hatte Barack Obama zu seiner Wahl schriftlich gratuliert. In seinem Vortrag sagte der Kardinal, die Katholiken in den Vereinigten Staaten müssten zu den ursprünglichen Werten von Ehe und Familie und der menschlichen Würde zurückkehren.
Stafford gehörte zusammen mit dem konservativen evangelikalen Fernsehprediger Pat Robertson und anderen zu den Unterzeichnern eines 1994 veröffentlichten Manifests über eine Zusammenarbeit zwischen Evangelikalen und Katholiken „Evangelicals & Catholics Together: The Christian Mission in the Third Millennium“.
Nach dem Tod Johannes Pauls II. im April 2005 wurde Kardinal Stafford mit der Frage zitiert, „ob es für den Kirchenführer geraten ist, in solch geschwächtem Zustand vorgezeigt zu werden“.

## Mitgliedschaften
Kardinal Stafford war Mitglied folgender Einheiten der Römischen Kurie:
- Kongregation für die Selig- und Heiligsprechungsprozesse (seit 2000[6])
- Kongregation für die Evangelisierung der Völker (seit 2004[7])